# Lobatodes
Lobatodes es un  género de coleópteros adéfagos de la familia Carabidae.

## Especies
Comprende las siguientes especies:
- Lobatodes bullatus Basilewsky, 1956
- Lobatodes decellei Basilewsky, 1968